# Lamprogaster costalis
Lamprogaster costalis är en tvåvingeart som beskrevs av Walker 1861. Lamprogaster costalis ingår i släktet Lamprogaster och familjen bredmunsflugor. Inga underarter finns listade i Catalogue of Life.